# 熊谷寺 (阿波市)
熊谷寺（くまだにじ）は徳島県阿波市土成町土成にある高野山真言宗の寺院。普明山（ふみょうざん）真光院（しんこういん）と号す。本尊は千手観世音菩薩。四国八十八箇所第八番札所、阿波西国三十三観音霊場（東部）第27番札所。
- 本尊真言：おん ばさら たらま きりく
- ご詠歌：たきぎとり水熊谷（くまだに）の寺に来て 難行（なんぎょう）するも後（のち）の世のため

## 概要
桜の名所で、三月初旬には進入路から池にかけて「蜂須賀桜」が一面に咲き、四月初旬には仁王門周辺と中門周辺にソメイヨシノ、多宝塔周辺に枝垂桜が咲き誇る。初夏には紫陽花が迎えてくれる。毎月18日ライトアップされた本尊千手観音菩薩が黄金に輝く。

## 歴史
寺伝によれば、815年（弘仁6年）空海（弘法大師）がこの閼伽ヶ谷で修行をしていた際、熊野の飛瀧権現（熊野那智大社の別宮飛瀧神社の祭神）が現れて「永く衆生済度の礎とせよ」との宣託をし、1寸8分 (約5.5 cm) の金の観音像を授けた。そこで堂宇を建立し、一刀三礼して霊木に等身大の千手観世音菩薩を刻んでその胎内に授けられた観音像を収めて本尊としたという。
1927年（昭和2年）火災により本堂とともに空海作と伝えられていた本尊も焼失した。本堂は1940年（昭和15年）に再建が開始されたが戦争により中断、1971年（昭和46年）に全容が完成し、新造された本尊が開眼した。

## 境内

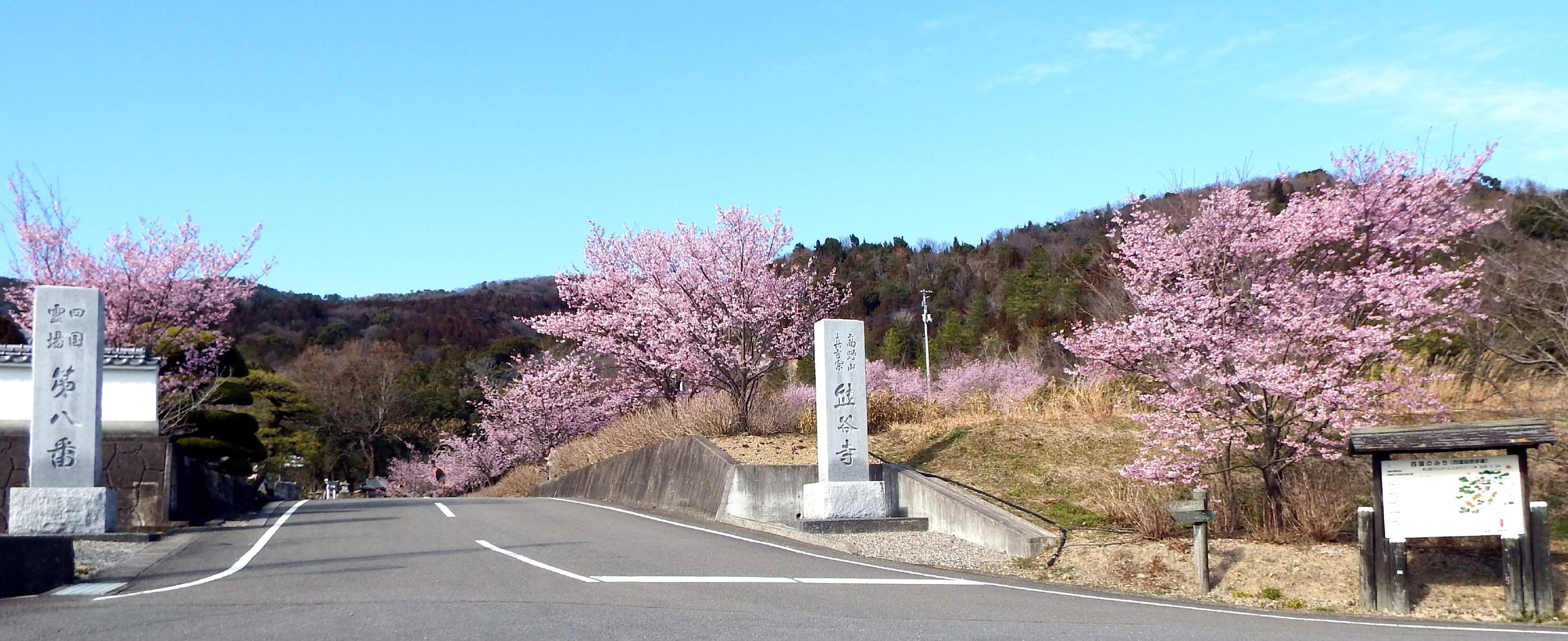
蜂須賀桜の咲く入口付近

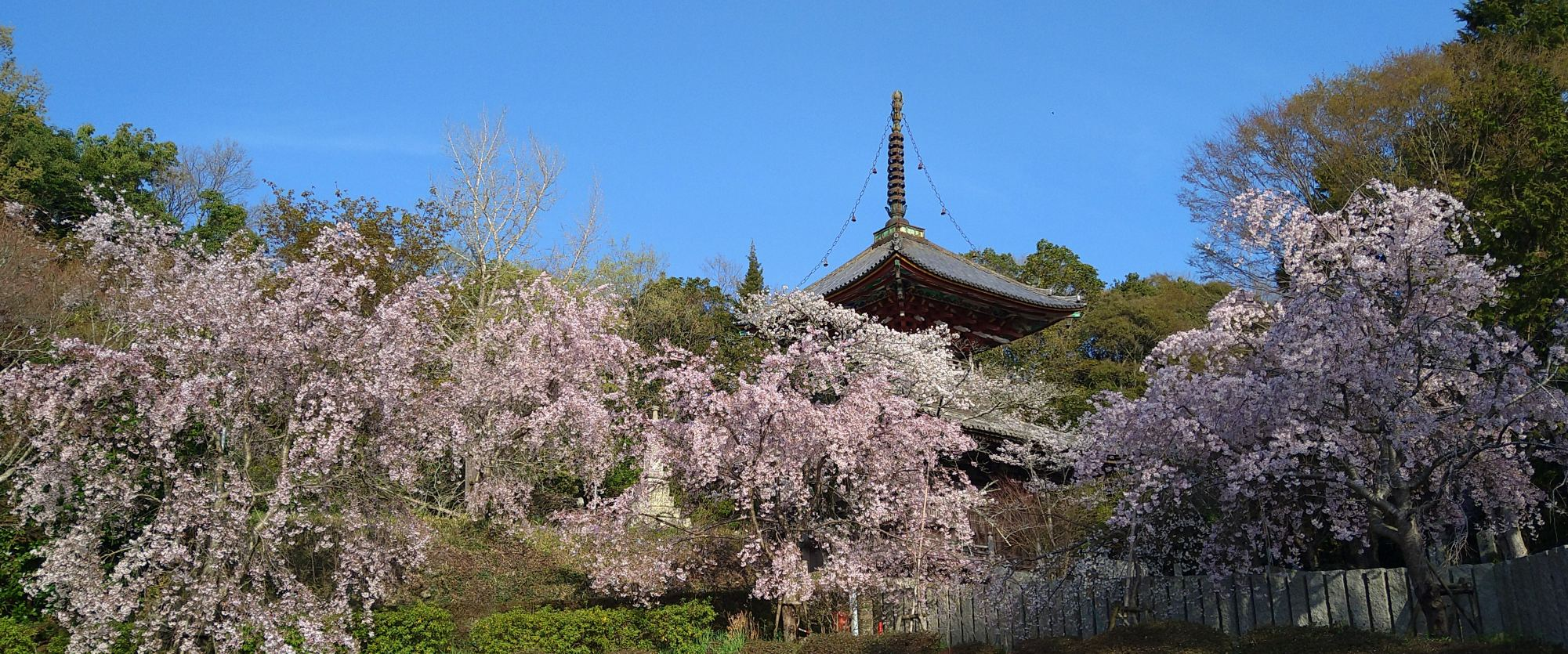
多宝塔付近

- 山門（仁王門） - 現在の境内地からは100 mほど南にある。高さ13 mの二重門で四国霊場最大の山門である。
- 中門（二天門） - 持国天と多聞天が両脇に立つ。
- 本堂 - 毎年正月三が日と、毎月18日本尊千手観音が開帳される。
- 大師堂
- 熊野飛瀧権現社跡 - 熊野飛瀧権現を祀っていた。かつて、本堂と谷を挟んで右手上方の台地にあり、『四国遍礼霊場記』（寂本/1689年刊）に記録あり。令和元年に発掘調査が行われる[1]。
- 鐘楼 - 袴腰形式で参拝者は撞くことはできない。
- 多宝塔  - 内部は胎蔵界大日如来像を中心に、東に阿閦如来、南に宝生如来、西に無量寿如来、北に不空成就如来を祀っている。
- 鎮守神（石祠） - 上記の熊野飛瀧権現社跡から移された。
- 熊谷寺板碑 - 阿波板碑で亡き父母の供養のため1339年（慶応2年）に建てられた。
- 稲荷社（祠） - 京都伏見稲荷を祀る。
- 弁財天（ステンレス製祠） - 境内横の弁天池の弁天島にあり、安産の霊験あり。
- 句碑歌碑 - 「防波堤を激しく叩く波頭しぶきとなりて風に飛ぶ見ゆ」が駐車場から上がった所に、「義をみていさむ壮士（益荒男）のここ路（心）のうち和逃がしけ連（れ）」が中門の右前に、当寺御詠歌を刻んだ歌碑が本堂の右前にある。

山門をくぐって50 mほど進み公道を横断すると右手に弁天池が左手には寺務所がある。駐車場の先から左手に上がっていくと参道の左側に多宝塔が建っている。参道を進むと中門に至る。さらに三十三段の女厄除け石段を上ると右側に手水場があり、正面に本堂が建つ。本堂手前の左手に鐘楼があり、本堂左の四十二段の男厄除け石段を上っていくと大師堂がある。納経所は駐車場の南側である。
- 納経所 - 冬場は薪ストーブで温めた部屋で納経してもらえる。
- 宿坊 - なし
- 駐車場 - 20台、バス6台。要志納金。

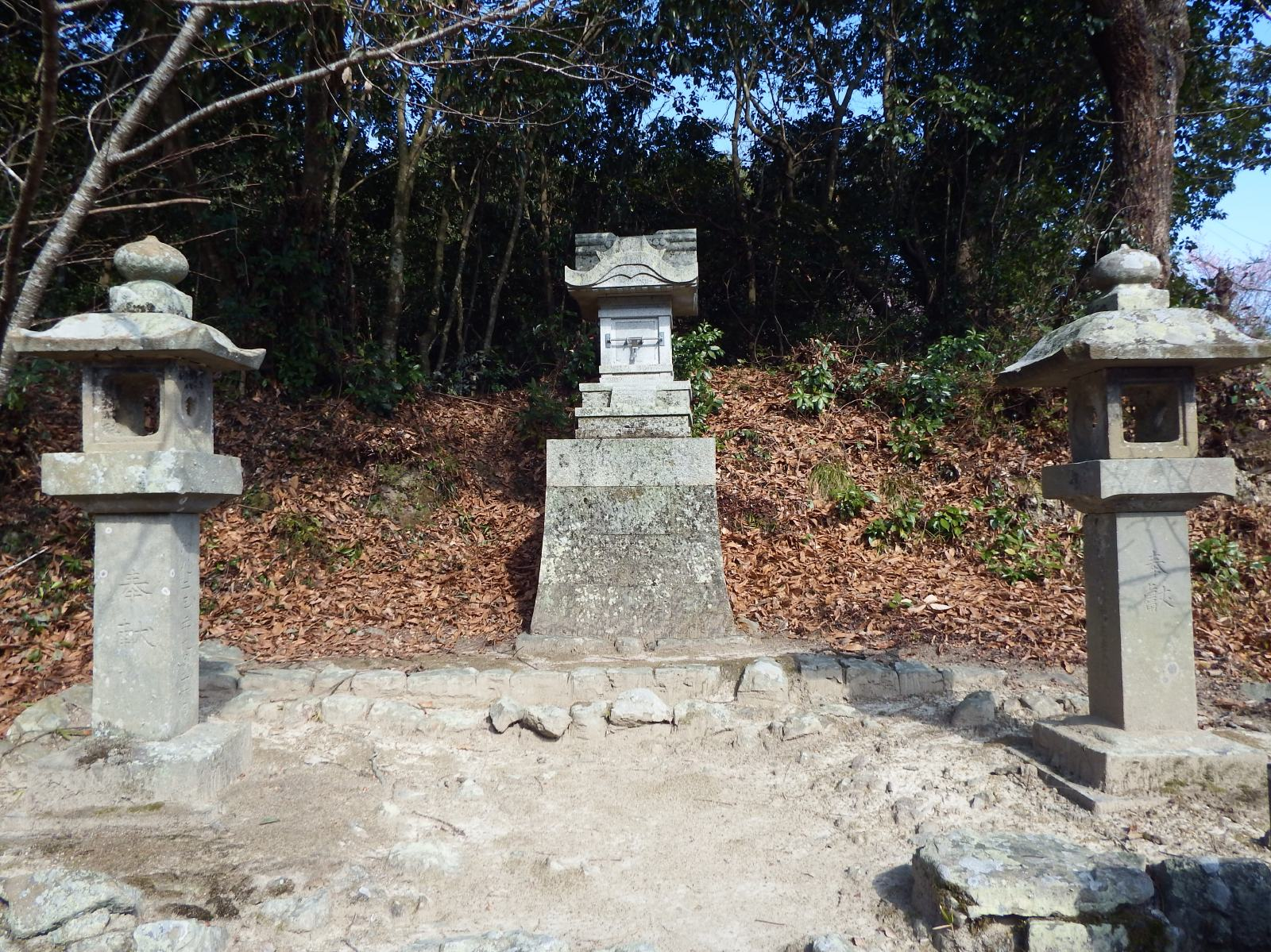
鎮守神・熊野飛瀧権現
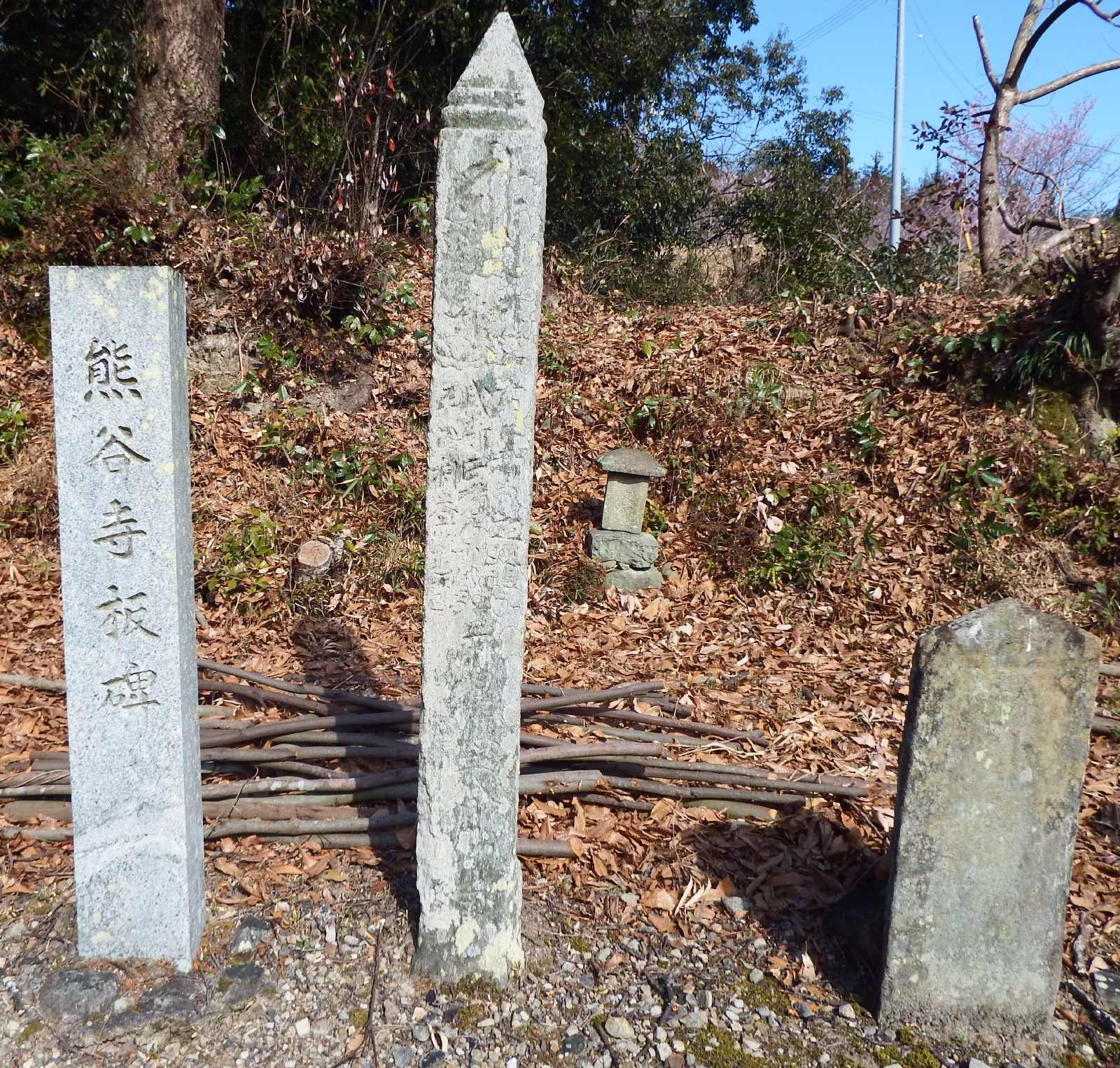
熊谷寺板碑
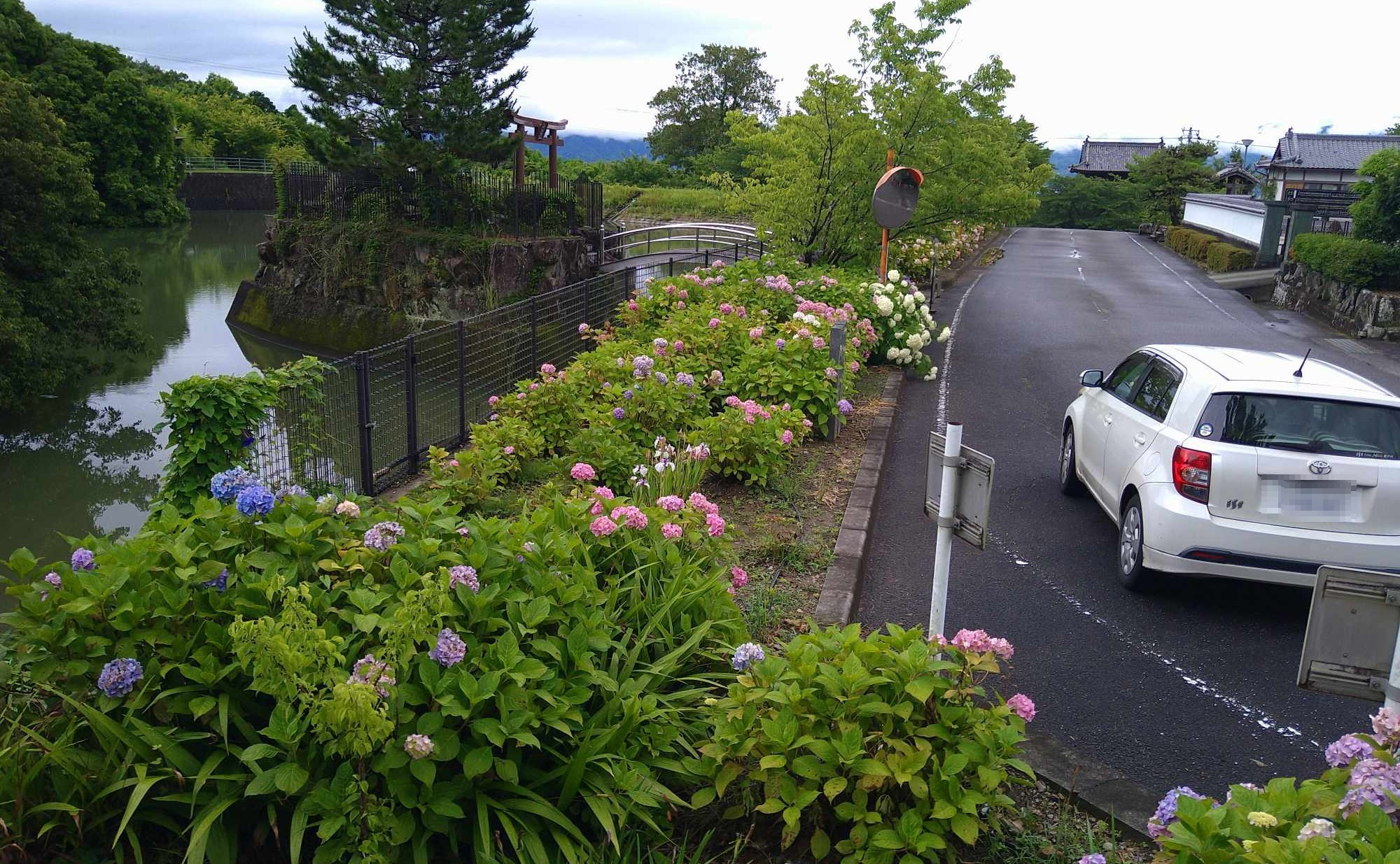
境内進入路の正面奥に仁王門、左は弁天池

## 文化財
徳島県指定有形文化財
建造物
- 熊谷寺仁王門(山門) 附 石碑１基 - 1971年（昭和46年）8月10日指定。高さ12.3 m、間口9 m、1687年（貞享4年）建立。附の石碑は、長意和尚行録碑で、平成18年11月21日に追加指定。
- 熊谷寺大師堂 - 2002年（平成14年）5月7日指定。1707年（宝永4年）建立。
- 熊谷寺大師堂内厨子 - 2002年（平成14年）5月7日指定
- 熊谷寺多宝塔 - 2002年（平成14年）5月7日指定。1774年（安永3年）建立。総高約18 m、
- 熊谷寺中門 - 2002年（平成14年）5月7日。1649年（慶安2年）建立。
- 熊谷寺鐘楼 - 2002年（平成14年）5月7日。袴腰形式。

彫刻
- 熊谷寺木造弘法大師坐像 - 1999年（平成11年）7月23日指定。1431年（永享3年）作、焼山寺についで徳島県で2番目に古い大師像。

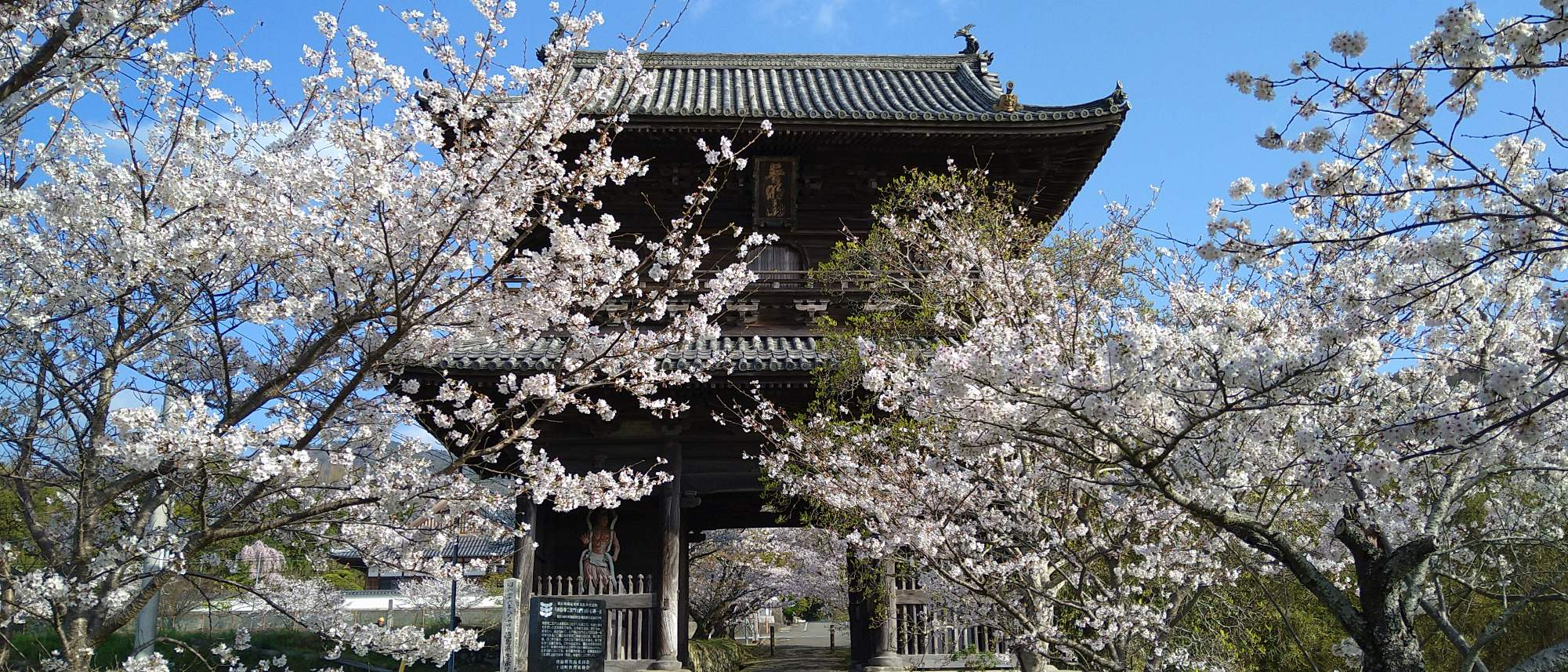
仁王門
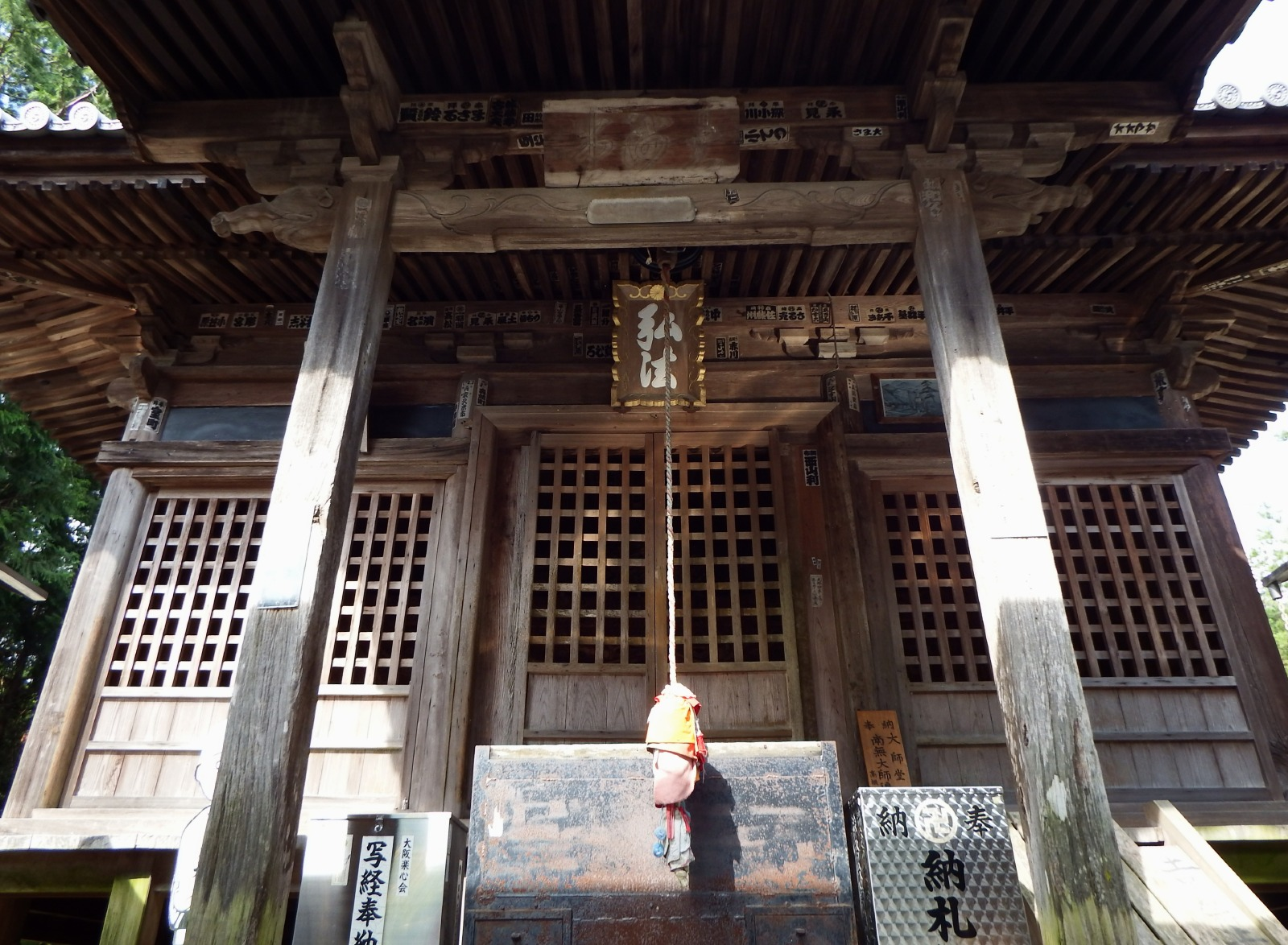
大師堂正面
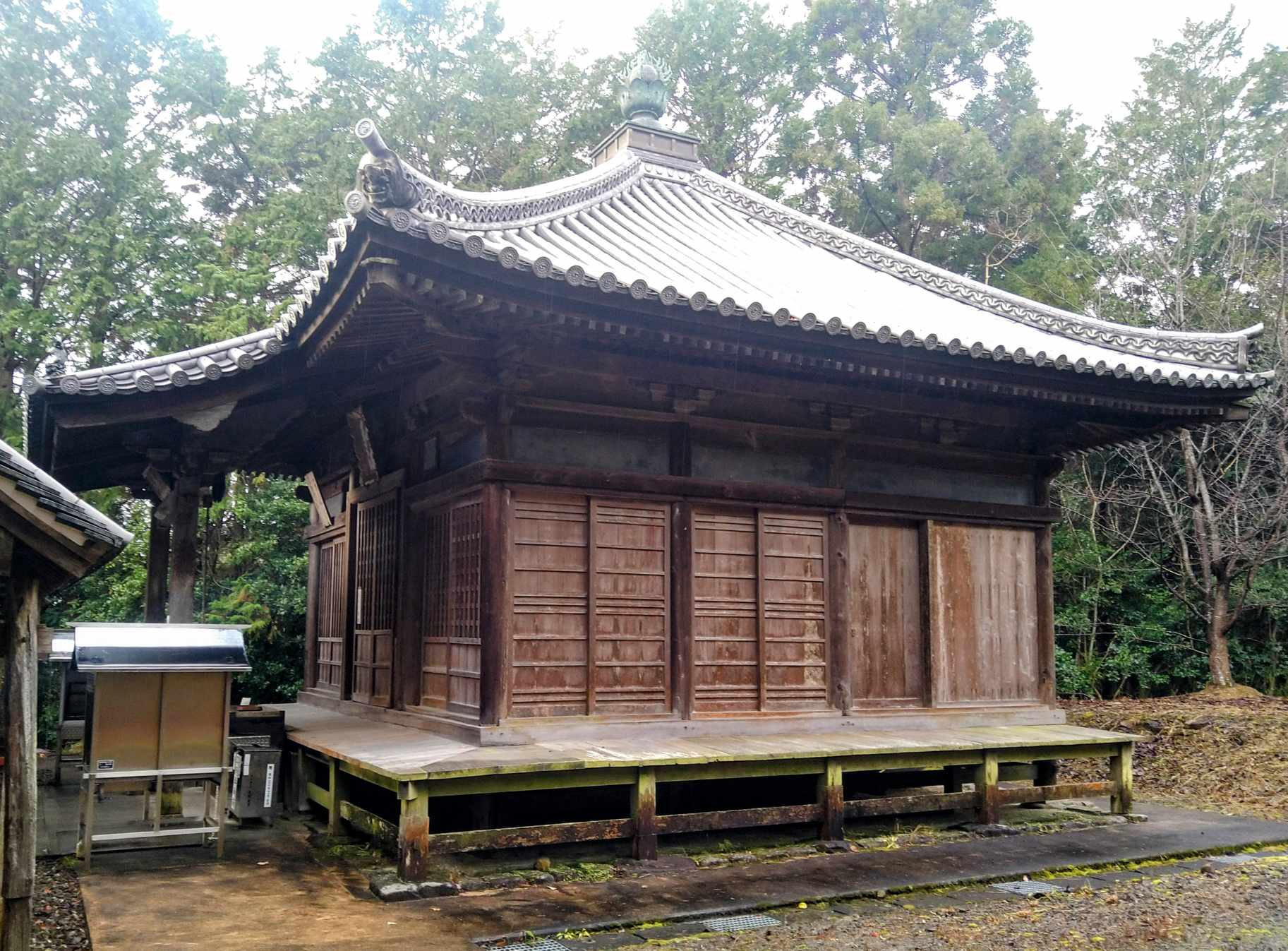
大師堂側面
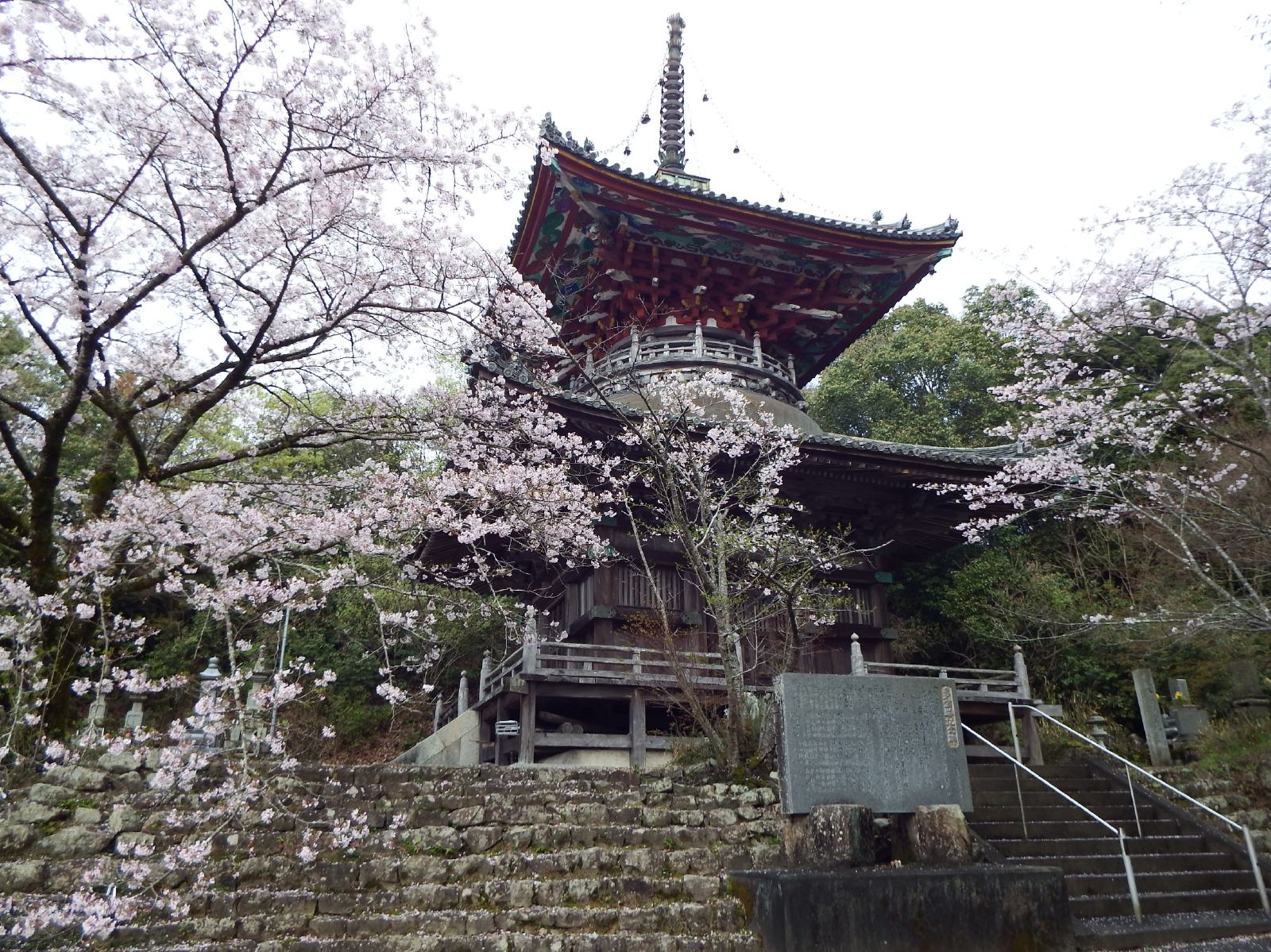
多宝塔
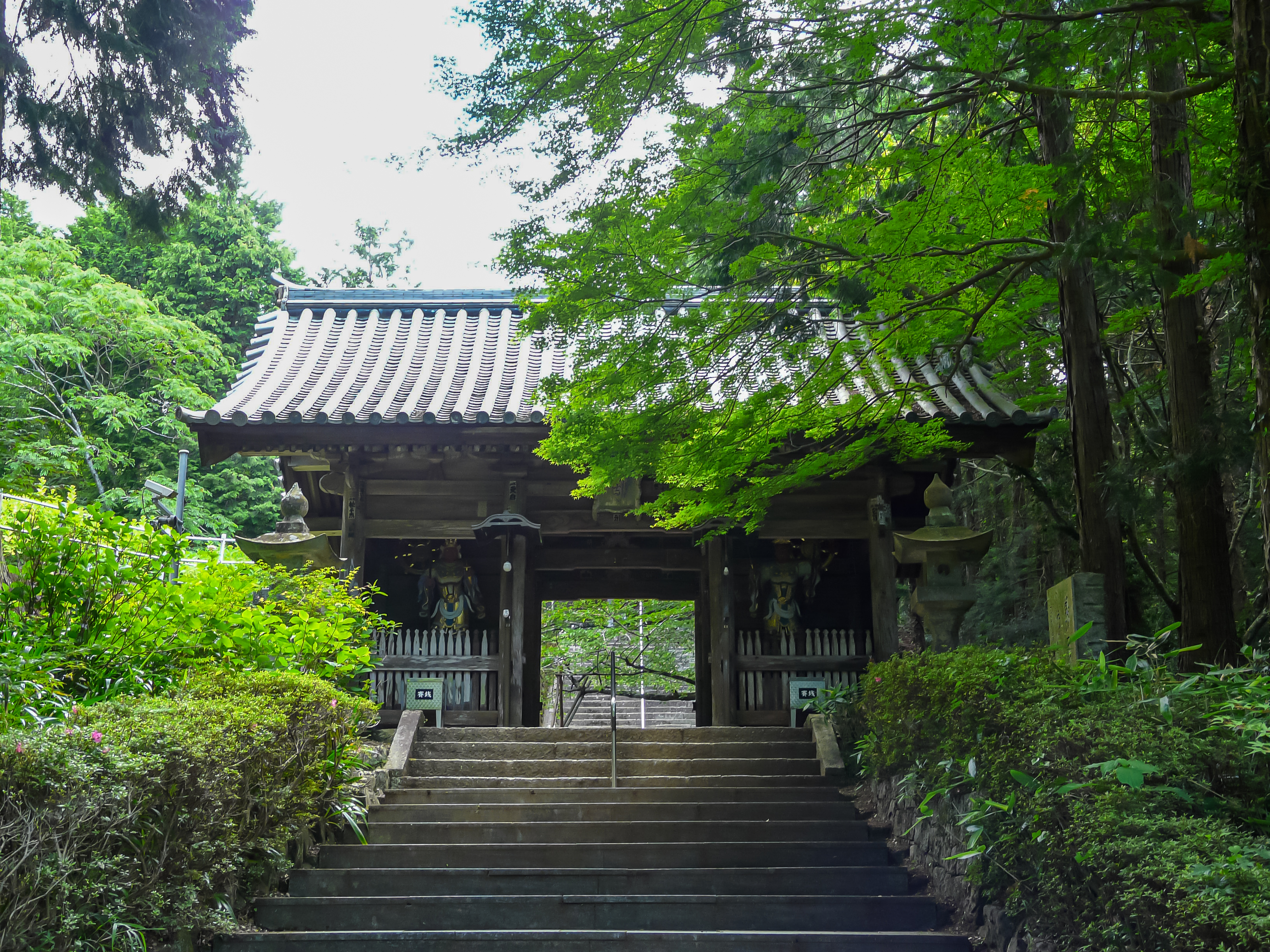
中門
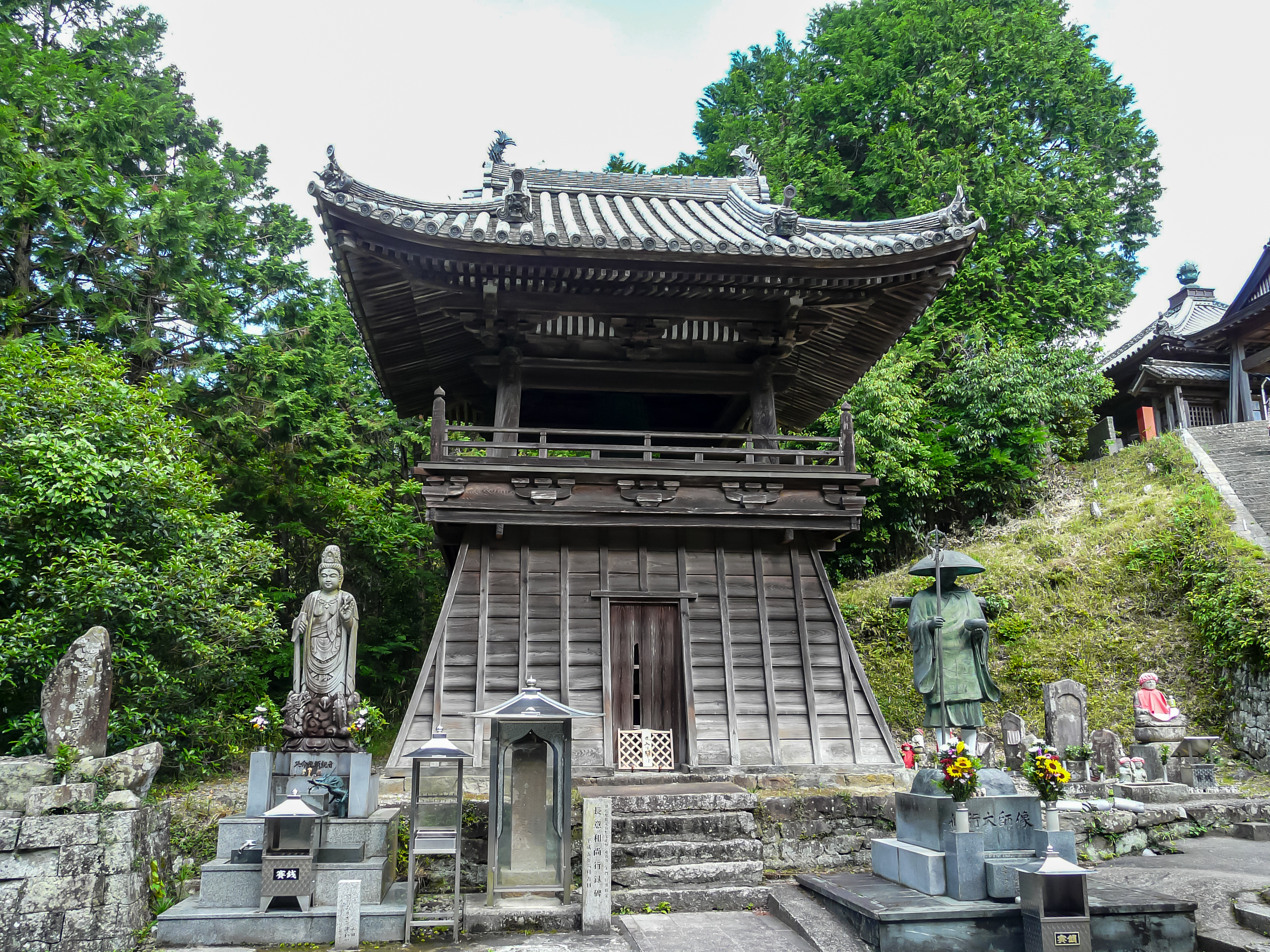
鐘楼とその前に移された仁王門附石碑（長意和尚行録碑）

## 交通案内
鉄道
- 四国旅客鉄道（JR四国） 徳島線 - 鴨島駅下車 (5.8 km)

道路
- 一般道：徳島県道139号船戸切幡上板線 土成町前田 (0.4 km)
- 自動車道：徳島自動車道 土成IC (1.8 km)

## 前後の札所
四国八十八箇所
7 十楽寺 -- (4.2 km)-- 8 熊谷寺 -- (2.8 km)-- 9 法輪寺
阿波西国三十三観音霊場（東部）
26 和泉寺 -- 27 熊谷寺 -- 28 切幡寺